# Arenaria rupestris
Arenaria rupestris là loài thực vật có hoa thuộc họ Cẩm chướng. Loài này được Labill. mô tả khoa học đầu tiên năm 1812.